# تراب (موسيقى)
موسيقى التراب نوع موسيقي أمريكي منذ التسعينات والكلمة تعني الفخ كناية عن الأحياء الشعبية حيث تباع المخدرات. في بعض القطع الموسيقية من جنس «التراب»، كل 'بيت' يعقبه تكرار عبارة مأخوذة منه قبل بداية البيت الموالي، على شكل «أد ليب» (ad lib).